# Hans Steinbigler
Hans Steinbigler (* 15. Januar 1934; † 1. Dezember 2021) war ein deutscher Elektroingenieur.

## Leben
Er studierte an der TH München, wo er wissenschaftlicher Mitarbeiter wurde. Nach der Promotion an der TH München am 30. April 1969 zum Dr.-Ing. und der Habilitation 1976 ebenda lehrte er dort bis zu seinem Ruhestand 1998 als Extraordinarius der Fakultät für Elektrotechnik und Informationstechnik.
Seine Forschungsschwerpunkte waren Optimierung elektrostatischer Felder und numerische Feldberechnung.